# Amillarus ruficollis
Amillarus ruficollis är en skalbaggsart som först beskrevs av Stefan von Breuning 1948.  Amillarus ruficollis ingår i släktet Amillarus och familjen långhorningar. Inga underarter finns listade i Catalogue of Life.